# Cessna 414
Die Cessna 414 Chancellor ist ein leichtes, mit einer Druckkabine versehenes zweimotoriges Propellerflugzeug des US-amerikanischen Herstellers Cessna. Die verbesserte Version ab 1978 ist die Cessna 414A Chancellor.

## Geschichte
Die Cessna 414 ist das leichtere, schwächer motorisierte und damit wirtschaftlichere Gegenstück zur Cessna 421. Der Rumpf und die Tragflächen stammen von der Cessna 411. Sie ist mit einem einziehbaren Bugradfahrwerk ausgerüstet. Der Erstflug fand 1968 statt, die Serienproduktion begann 1969.
Ab 1976 wurde die 414 unter dem Namen Chancellor vermarktet. 1978 wurde das Basismodell durch die 414A Chancellor abgelöst, die über veränderte Tanks verfügte und bis 1985 gebaut wurde. Beide Modelle waren üblicherweise mit sechs Sitzen ausgestattet. Die 414 konnte auf Wunsch mit sieben, die 414A mit acht Plätzen ausgerüstet werden. Von beiden Versionen wurden insgesamt 1055 Exemplare gebaut.

## Militärische Nutzer
Bahamas

## Zwischenfälle
- Am 15. Mai 1984 wurde eine Cessna 414A Chancellor der  britischen Flight Refuelling (Luftfahrzeugkennzeichen G-OFRL) auf einem Trainingsflug bei einem missglückten Touch-and-Go auf dem Flughafen Bournemouth (England) irreparabel beschädigt. Die Maschine überflog noch die Landebahn, als sie beim Steigflug durchsackte, den Flughafenzaun durchbrach und über eine öffentliche Straße rollte. Alle drei Besatzungsmitglieder überlebten den Unfall.[1]

## Technische Daten
| Kenngröße             | Daten                                                                   |
| --------------------- | ----------------------------------------------------------------------- |
| Besatzung             | 1–2                                                                     |
| Passagiere            | 5–7                                                                     |
| Länge                 | 11,09 m                                                                 |
| Spannweite            | 13,45 m                                                                 |
| Höhe                  | 3,49 m                                                                  |
| Leermasse             | 1.976 kg                                                                |
| Startmasse            | 3.062 kg                                                                |
| Reisegeschwindigkeit  | 324 km/h                                                                |
| Höchstgeschwindigkeit | 438 km/h                                                                |
| Dienstgipfelhöhe      | 9.394 m                                                                 |
| Reichweite            | 2.050 km                                                                |
| Triebwerke            | zwei Boxermotoren Continental Motors TSIO-520-NB mit je 230 kW (310 PS) |